# 7 Years and 50 Days
7 Years and 50 Days – druga płyta zespołu Groove Coverage, wydana w roku 2004.

## Utwory
1. Poison 3:08
2. 7 Years and 50 Days 3:46
3. Remember 3:19
4. Runaway 3:07
5. I Need You vs. I Need You 5:42
6. The End 3:40
7. Force of Nature 3:09
8. When Life 4:07
9. Home 3:19
10. 7 Years and 50 Days (Album Version) 3:20
11. Can't Get Over You 3:27
12. The End (Special D Remix) 3:47
13. Not Available 4:41
14. She 2:25

## Utwory dodatkowe
1. Poison (club edit) 3:10
2. Runaway (alternative radio version) 2:55
3. She 3:52
4. 7 Years and 50 Days (Cascada vs Plazmatek remix short) 3:39
5. Only Love 3:28